# Сірчана промисловість
Сірчана промисловість (рос. серная промышленность, англ. sulphur industry; нім. Schwefelindustrie f) — галузь хімічної промисловості, що об'єднує підприємства по виробництву елементарної природної і газової (попутної) сірки.

## Загальна характеристика
Природну сірку одержують з родовищ сірчаних руд, газову – при очищенні природних газів, газів нафтопереробки, кольорової металургії та ін. галузей промисловості. За останні 20 років світова структура виробництва сірки з різної сірковмісної сировини істотно змінилася. Регенерована (до 90 % з сірководню) сірка складає основну масу товарної продукції. Сірка поряд з вугіллям, нафтою, вапняком і кам'яною сіллю належить до п'яти перших видів сировини хімічної промисловості.
Основними виробляючими регіонами є Північна Америка, Східна Європа, Середня Азія і Західна Азія. До числа найбільш великих виробників сірки належать США, Канада, Росія, Казахстан, Китай, Японія, Німеччина і Саудівська Аравія, на частку яких припадає 65 % світового обсягу виробництва.
Світове виробництво С. в 1998 р. (в дужках дані за 1997 р.) склало (в млн. т): всього 59,08 (56,69), в тому числі елементної 40,92 (39,04); піритної 5,41 (5,86); в інших формах 12,75 (11,79). Загальне річне виробництво сірки Фраш-методом (метод підземної виплавки) в кінці ХХ ст. становило 3,32 млн т, в тому числі в США 1,81, Польщі 1,24 і Іраку 0,22 млн т. Супутнє вилучення С. при очищенні природного газу, рафінуванні нафти, переробці бітумінозних пісків і т. д. в становило всього 36,5 млн т. річно.
На початку ХХІ ст. світове виробництво С. стабілізувалося на рівні 55-58 млн т на рік. При цьому у 2002 р. США видобуло 9,3 млн т. сірки, Канада — 9,4; Росія — 6,25; Китай — 5,5; Японія — 3,4; Саудівська Аравія — 2,4 млн т. Загалом у світі на 2007 р. нараховується 80 країн, де виробляється сірка. З них у 23 країнах виробництво сірки перевищує 500 тис. т/рік. У 14 країнах випускають регенеровану елементну сірку. На ці 23 країни припадає понад 90 % світового виробництва сірки.
За прогнозами в період з 2007 по 2012 рік виробництво сірки буде зростати в середньому на 3,4 млн тонн у рік. В 2012 році світовий ринок сірки досягне 65 млн тонн. Очікується, що близько половини всієї сірки буде вироблятися із природного газу.

## Сірчана промисловість в Україні
В Україні перший сірчаний рудник введено в експлуатацію в Криму (Чекур-Кояш) в 1930 р. У 50-і рр. ХХ ст. були відкриті родовища самородної сірки в Передкарпатті, на базі яких стали до ладу Роздольський (1958 р.) і Яворівський (1970 р.) гірничохімічні комбінати.